# Вайнбергер, Шмуэль
Шмуэль Аарон Вайнбергер (род. 1963) — американский тополог. 
Его научные интересы включают геометрическую топологию, дифференциальную геометрию, геометрическую теорию групп, а в последние годы — приложения топологии в других дисциплинах. 

## Карьера
В 1982 году он защитил докторскую диссертацию по математике в Нью-Йоркском университете под руководством Сильвена Каппелла.
С 1994 по 1996 год Вайнбергер был профессором математики  в Пенсильванском университете, а в настоящее время он является профессором математики  и заведующим кафедрой математики Чикагского университета.

## Признание
- В 2012 году избран в действительные члены Американского математического общества.[3]
- В 2013 году избран членом Американской академии искусств и наук.[2]

## Книги
- Weinberger, Shmuel. The topological classification of stratified spaces. — University of Chicago Press, Chicago, IL, 1994.[4]
- Weinberger, Shmuel. Computers, rigidity, and moduli. The large-scale fractal geometry of Riemannian moduli space. — Princeton University Press, Princeton, NJ, 2005. — doi:10.2307/j.ctv17db3tj.[5]